# Forteresse de Gabela
La forteresse de Gabela se trouve en Bosnie-Herzégovine, sur le territoire du village de Gabela et dans la municipalité de Čapljina. Elle remonte au Moyen Âge et est inscrite sur la liste des monuments nationaux de Bosnie-Herzégovine.

## Localisation

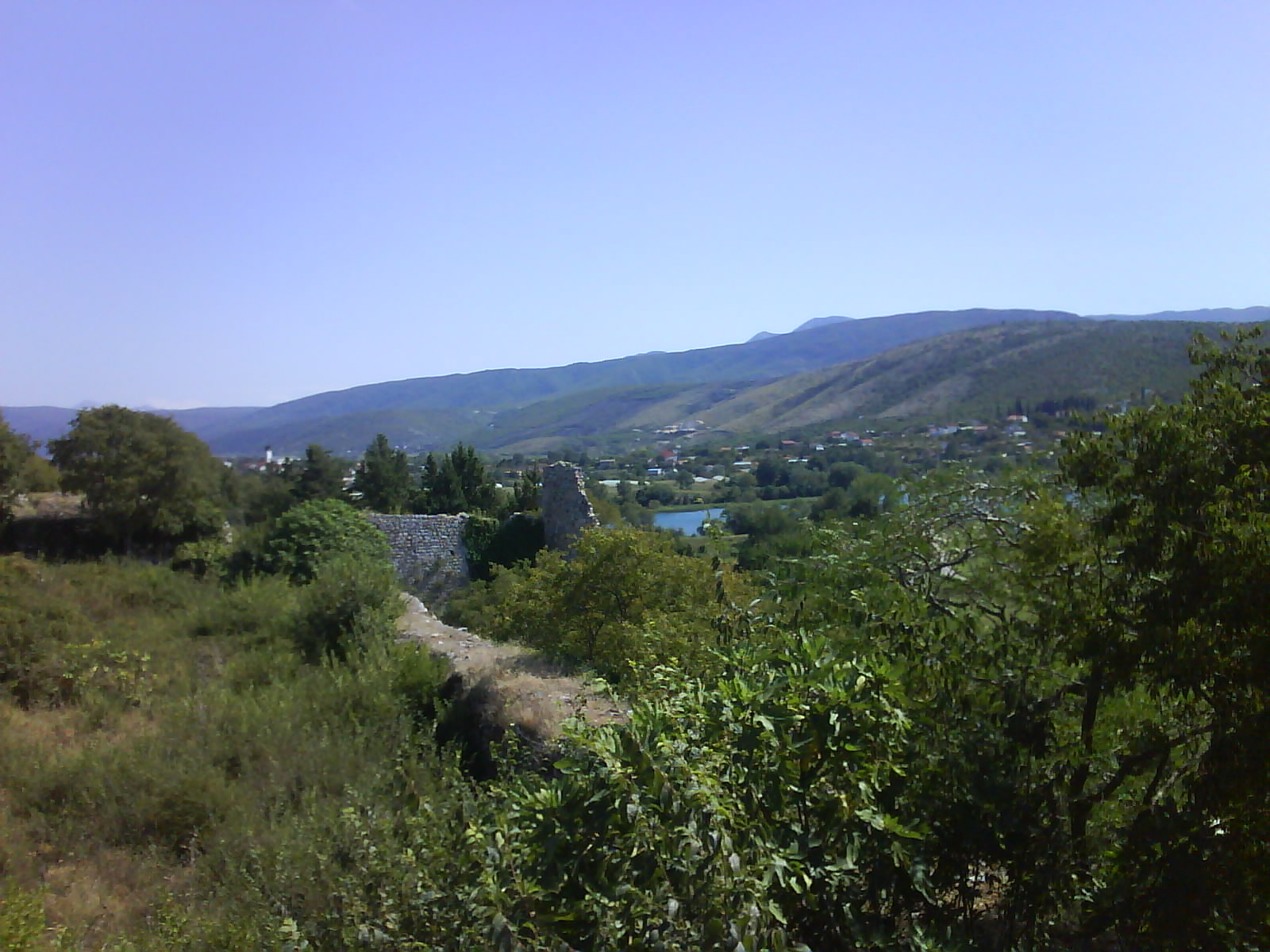
Vue des ruines.

## Description

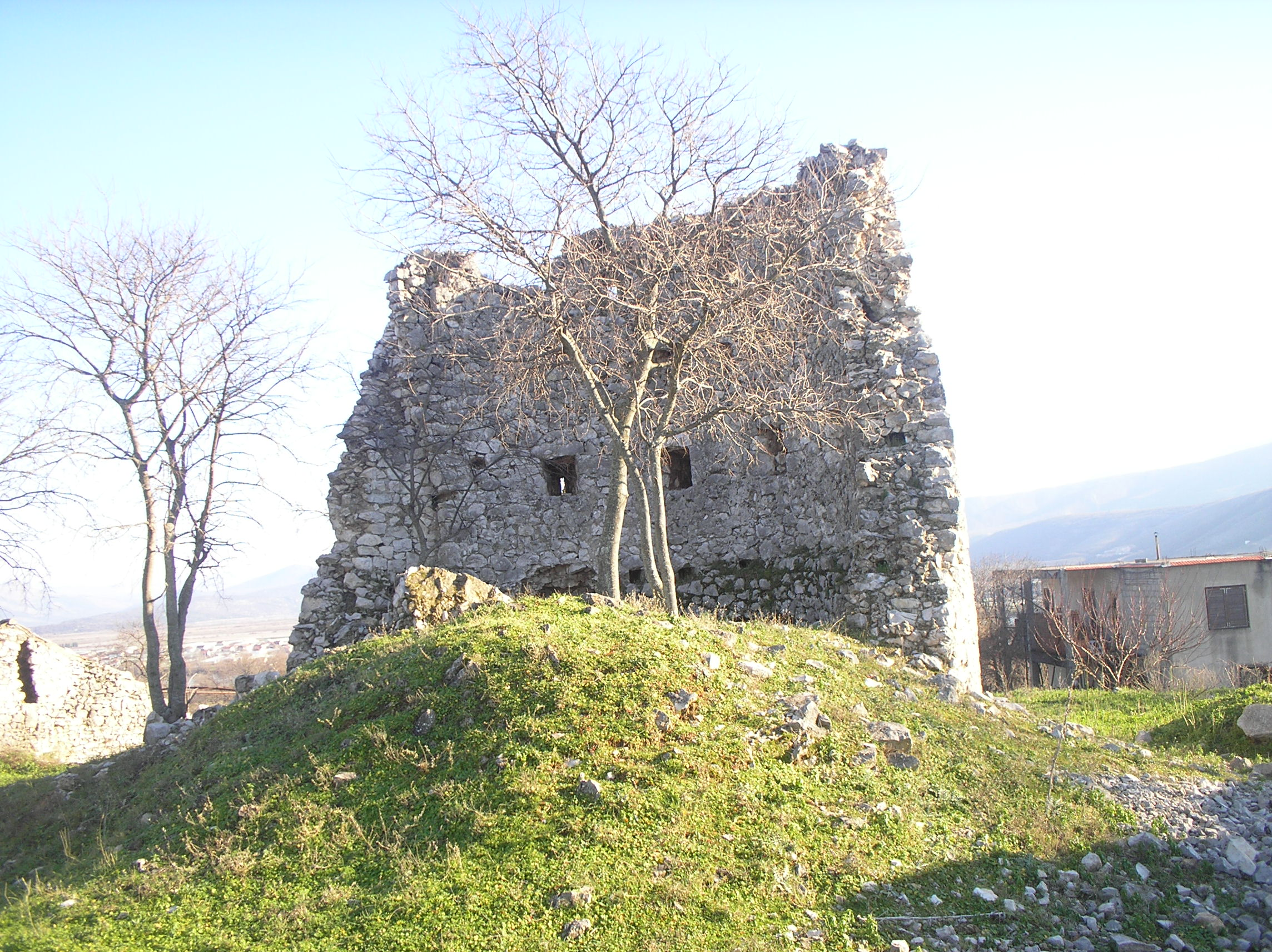
Détail d'une tour.